# Футуролог Мафарка
Футуролог Мафарка (італ. Mafarka il futurista) — футуристичний роман італійського письменника Філіппо Томмазо Марінетті, написаний у 1909 році. Твір є прикладом літературного застосування футуризму.

## Історія написання
Це перша офіційно футуристична робота автора, написана в період, коли Філіппо Томмазо Марінетті задумав і склав перший «Маніфест футуризму». Вона була написана французькою мовою, 1910 року перекладена італійською мовою Деціо Чінті.
Роман був звинувачений у неповазі та перевиданий у цензурному вигляді (відсутні всі найстрашніші сцени) в 1920 році видавництвом «Sonzogno». Роман був перевиданий лише в 2003 році у м’якій обкладинці для «Mondadori Oscar», який включає італійську версію 1910 року, вказуючи наступні скорочення у квадратних дужках.

## Зміст
Складається з присвяти «Великим поетам-запальникам! Брати мої футуристи!» і 12 розділів. Дія відбувається в уявній Африці, розповідає про епічні пригоди Мафарка-ель-Бара (скорочено Мафарка).
В першому розділі «Зґвалтування чорношкірих жінок» Мафарка переміг у битві проти свого дядька Бубасу, зробивши його в'язнем і захопивши трон міста Телль-ель-Кібір, законним спадкоємцем якого він є. Магамал, брат Мафарки, приєднується до нього, щоб попередити його, що його вороги оточують його. Разом два брати, натхненні Сонцем, їдуть через пустелю, прибуваючи до оази, де вони дивують своїх солдатів, які збираються масово зґвалтувати жінок. Мафарка, зрозумівши, що його капітани готуються його зрадити, припиняє зґвалтування і карає зрадників.
У другому розділі «Виверт Мафарка-ель-Бар» головний герой, перевдягнений на каліку-жебрака, йде до табору свого ворога, Брафане-ель-Кібіра, і розповідає йому історію про надзвичайний випадок пріапізму, який нібито вразив самого Мафарку після того, як демон змусив його з'їсти статевий орган незвичного коня. За цим несподівано сповнений сил Мафарка повинен був заволодіти всіма слугами диявола. Але Мафарка задрімав на терасі, що виходила на порт. Вранці, сам того не помічаючи, він злетів, після того як матрос помилково схопив його член (завдовжки 11 м) замість мотузки, прив'язавши до вітрила. Розповідь викликає веселощі у слухачів: Мафарка пропонує випити і співати, щоб відігнати диявольського коня, який досі скаче пустелею в пошуках свого члена. Потім у загальному пияцтві переодягнений король сідає на коня Брафане і самотужки розганяє його кінноту.
Третій розділ «Собаки Сонця» розповідає про боротьбу Мафарки з останнім ворогом — Фарасом-Магаллою, який кидає йде на місто Телль-ель-Кібір. Але й «бойові жирафи» Мафарка мають рацію щодо орди «скажених собак» (військ Фараса). Під час облоги Магамал вбиває «собаку», який загрожувала Мафарці, внаслідок чого отримує легку подряпину на щиколотці.
У четвертому розділі «Премія Перемоги», здобувши вирішальну перемогу, Мафарка зустрічає безліч незайманих дівчат, які мають намір віддатися йому.
У п'ятому розділі «Черево кита» повертаючись до палацу свого батька, проходячи по килиму, «по-королівськи імпровізованому з тілами чорношкірих в'язнів», Мафарка із задоволенням показує своїм високопоставленим особам екзотичних риб у своєму акваріумі перед розкішним фуршетом. Сабаттан, онук Бубаси, також допускається до столу. Показавши гостям долю, призначену для зрадників (двох союзників Бубаси згодовують акулам в акваріумі), на сцену виходять дві танцівниці. Відчувши чари, Мафарка збирається і наказує згодувати їх також акулам.
Шостий розділ «Уарабеллі-Чіарчіар і Магамаль» продовжує оповідає про бенкет Мафарки, який перериває раб, що повідомляє королю про раптову хворобу Магамала. Потім Мафарка вирушає до палацу Уарабеллі-Чіаркіар, дружини Магамала, лише щоб дізнатися, що його брат, збожеволівши від укусу «скаженого собаки», з'їв власну дружину в їхню шлюбну ніч. Побачивши його смерть, Мафарка з криками тікає.
У сьомому розділі «l нічна подорож» Мафарка залишає місто на човні, взявши з собою лише таємничий мішок. Але коли Сабаттан, переодягнений моряком, намагається напасти на нього уві сні, Мафарка відштовхує його, кидаючи в нього мішок, у якому знаходиться труп Магамала.
У восьмому розділі «Гіпогея» Мафарка, продовжує мандрівку, задумує народити сина, «піднесеного птаха небесного, з мелодійними крилами». Прибувши до Гіпогеї, Мафарка зустрічає тіні своїх померлих батьків і веде діалог зі своєю матір'ю Лангурамою, яка дорікає йому за смерть брата. Потім Мафарка обіцяє подарувати матері нового безсмертного сина.
Дев'ятий розділ «Футуристичний дискурс» розповідає, як група вірних слуг Мафарки приєднується до нього в Гіпогеї, щоб переконати повернутися до влади. Мафарка відкидає це, виголошуючи справжню промову в футуристичному дусі. Так, він пояснює, що тепер, коли закінчилася війна його єдиним завданням є виконання власної волі, породжуючи «із власної плоті, без згоди та смердючої співучасті матриці [вульви], безсмертного гіганта з непогрішимими крилами». Щоб бути футуристом, потрібно «вірити в абсолютну й остаточну силу волі, яку необхідно культивувати, посилювати, дотримуючись жорстокої дисципліни», відкидаючи любов і замінюючи її героїзмом, прославляючи «насильницьку смерть, що вінчає молодість». Промова запалює слухачів до такої міри, що стає причиною загибелі багатьох із них: йдучи попри шторм, насправді вони розбиваються об скелю на очах у свого короля, який підбурює їх до смерті.
Десятий розділ «Ковалі з Мілмілли» переносить до часу, коли Газурма, крилатий син Мафарки, майже готовий. Щоб це сталося, від виснаження вже померло більше сотні працівників. Мафарка, який знає, що він повинен померти, надаючи йому дихання життя, дозволяє собі ненадовго відпочити, люблячи двох молодих хлопчиків Любу та Хабібі. Потім він змушений повернутися на будівельний майданчик, щоб придушити виступ ковалів Мілмілли проти ткачів Лагахурсо. Перед ковалями Мафарка хвалить розум ткачів.
У одинадцятому розділі «Розіп'яті вітрильники» повернувшись до Гіпогеї, Мафарка вражений нічним привидом: таємничою жінкою, з «перламутровим» обличчям, кольору місячного світла. Його звуть Колуббі, і вона стверджує, що походить із «блакитних глибин вашого підліткового віку». Мафарка змушений боротися сам, щоб відбити його; тим часом ткачі з Лагахурсо обдурили ковалів з Мілмілли. Розлючений Мафарка змушує їх знову зібрати крила Газурма. Ось-ось налетить ураган: щоб його заспокоїти, Мафарка розпалює багаття по всій скелі: звідти Мафарка стає свідком затоплення трьох вітрильників.
У дванадцятому розділі «Народження безсонного героя Газурма» після погоні за Колуббі, опікуном шакалів, яка стверджує, що є матір'ю Газурми, Мафарка показує свою сутність мумії матері; потім, поцілувавши Газурма в губи, передає йому свою душу і помирає. Злітаючи, крилатий напівбог Газурма має короткий час на вітрах і збирається піднятися на сонце, щоб скинути його з престолу.